# شون ليون
شون ليون هو منتج أسطوانات وملحن كندي، ولد في 30 يناير 1991 في سكاربورو، تورنتو في كندا.